# أوركسترا فيلادلفيا
أوركسترا فيلادلفيا هي أوركسترا من فيلادلفيا،بنسيلفانيا تأسست في 1900 وهي واحدة من خمس فرق أوركسترا أمريكية يشار إليها عادة باسم «الخمسة الكبار».